# Tell Dżassa
Tell Dżassa (Tell Jassa, Tell Djassa, Tell Djassa el-Gharbi) – stanowisko archeologiczne położone w Syrii, w dorzeczu rzeki Chabur, w obrębie tzw. "trójkąta chaburskiego", czyli na terenie Górnej Mezopotamii. 

## Badania archeologiczne
Stanowisko badane było w latach 1988–1990 w ramach międzynarodowego projektu badań ratunkowych Western Hassake Dam Project, zorganizowanego przez Syryjski Departament Starożytności. W ramach tego przedsięwzięcia równolegle prowadzono badania na stanowisku Tell Abu Hafur, oddalonym o około 2,5 kilometra. Wzgórze (po arabsku: tell) miało 16 m wysokości i 150 metrów szerokości. Wyróżniono cztery główne fazy zasiedlenia stanowiska, wszystkie datowane na trzecie tysiąclecie p.n.e., czyli okres wczesnodynastyczny, przede wszystkim zaś w jego III fazę, datowaną na 2500–2300 p.n.e. Fragmenty ceramiki hellenistycznej wskazują na ponowne osadnictwo pod koniec I tysiąclecia p.n.e. Badaniami kierowali Maria Krogulska (1988) oraz Piotr Bieliński (1989–1990) pod auspicjami Centrum Archeologii Śródziemnomorskiej Uniwersytetu Warszawskiego. Niektóre naczynia ceramiczne z Tell Dżassa zostały przekazane Polsce przez stronę syryjską i trafiły do zbiorów Muzeum Narodowego w Warszawie. Jednym z najciekawszych znalezisk była ołowiana figurka, utożsamiana z boginią Isztar.